# استرواح الرأس
استرواح الرَّأس هو وجود هواءٍ أو غازٍ في تجويف القحف. يرتبطُ عادةٍ بانفتاحٍ في الجمجمة؛ وذلك بعد إصابات الرأس والوجه، أو أورام قاعدة الجمجمة، بعد جراحة الأعصاب أو جراحة الأنف والأذن والحنجرة، ونادرًا ما يحدث تلقائيًا. قد يحدثُ استرواح الرأس أثناء الغوص بجهاز التنفس المكتفي ذاتيًا، ولكنه نادرٌ جدًا في هذا السياق.
إذا كانت هناك آلية الصمام بحيث تسمح للهواء بالدخول إلى الجمجمة ولكنها تمنعه من الخروج، فإنَّ استرواح الرَّأس الضَّاغط (الاسم العلمي: tension pneumocephalus) قد يحدث (يُشبه ما يحدث في استرواح الصدر الضاغط).
يُظهر التصوير المقطعي المحوسب في مرضى استرواح الرأس الضاغط هواءً يضغط على الفصوص الأمامية للدماغ، مما يؤدي إلى ظهور الدماغ بمظهرٍ يُشبه الخيمة في الجمجمة، والتي تُعرف بعلامة جبل فوجي (الاسم العلمي: Mount Fuji sign). اشتُق الاسم من تشابه الدماغ مع جبل فوجي في اليابان، وهو بركانٌ معروفٌ بمخروطه المتماثل. في الحالات المثاليَّة، يكون هناك انخماصٌ متماثلٌ بالقرب من خط الوسط (مثل فوهة البركان)؛ وذلك بسبب الأوردة المجْتسِرة السليمة. تظهر هذه العلامة عادةً في استرواح الرأس الضاغط فقط؛ أي لا تحدث في استرواح الرأس غير الضاغط. وُصف العلامة للمرة الأولى بواسطة فريقٍ من جراحي الأعصاب اليابانيين.
ثبت أيضًا أنَّ استرواح الرأس قد يحدث بعد إجراءات جراحة الأعصاب مثل التحفيز العميق للدماغ وتفريغ الورم الدموي (مثل الورم الدموي المزمن تحت الجافيَّة)، وعلى الرغم أنه قد يبدو غير ضارٍ للمريض، إلا أنه قد يتسبب في حدوث انزياحٍ دماغي، وعدم دقة التوضيع التجسيمي اللاحق، وحتى أي تدخل جراحي آخر. فيما يتعلق بجراحة الورم الدموي المزمن تحت الجافية (اختصارًا CSDH)، فإنَّ حجم استرواح الرأس بعد الجراحة أكثر من 15 ملم قد يضع المريض تحت خطرٍ متزايدٍ لتكرار حدوث الورم الدموي، وتشير المصادر أنَّ كل مليلترٍ من الهواء يدخل تجويف القحف بعد تفريغ الورم الدموي المزمن تحت الجافيَّة يزيد من خطر التكرار بنسبة 4%. يبذل جراحو الأعصاب جهودًا لتقليل حجم استرواح الرأس أثناء الجراحة، وذلك لتجنب انزياح الدماغ اللاحق.

## صور إضافية

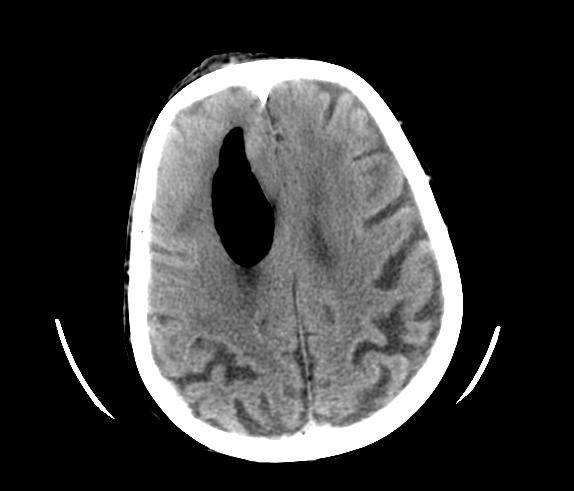
استرواح رأسي كبير بعد جرحٍ جراحي
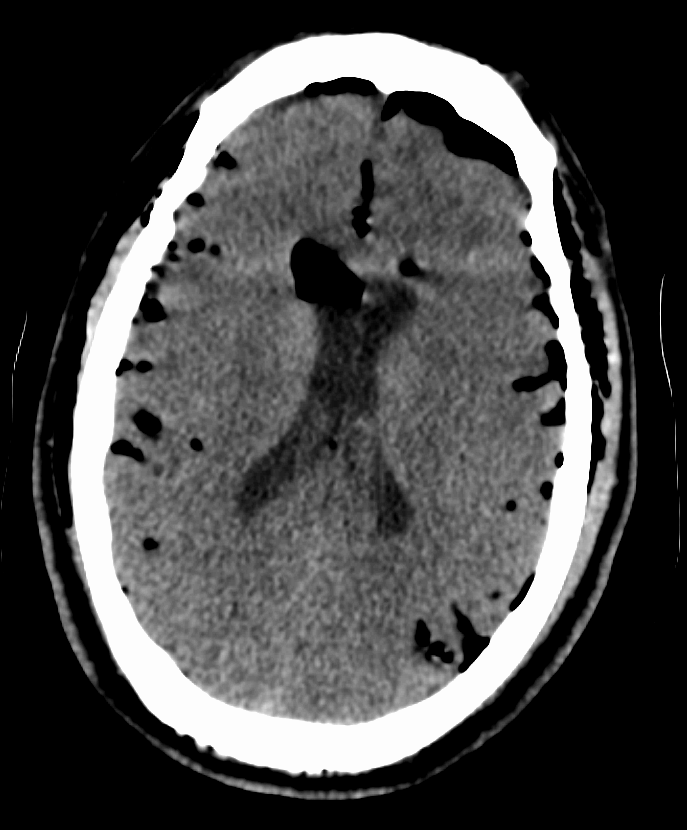
استرواح الرأس